# اشملتس
اشملتس (به آلمانی: Schmelz) یک شهر در آلمان است که در زارلاند واقع شده‌است.

## خصوصیات
اشملتس ۵۸٫۶۴ کیلومترمربع مساحت دارد ۲۴۹ متر بالاتر از سطح دریا واقع شده‌است.

## خواهرخوانده
شهرهای میتری-موری و سارنتال خواهرخوانده‌های اشملتس هستند.